# Xavier Medina Campeny

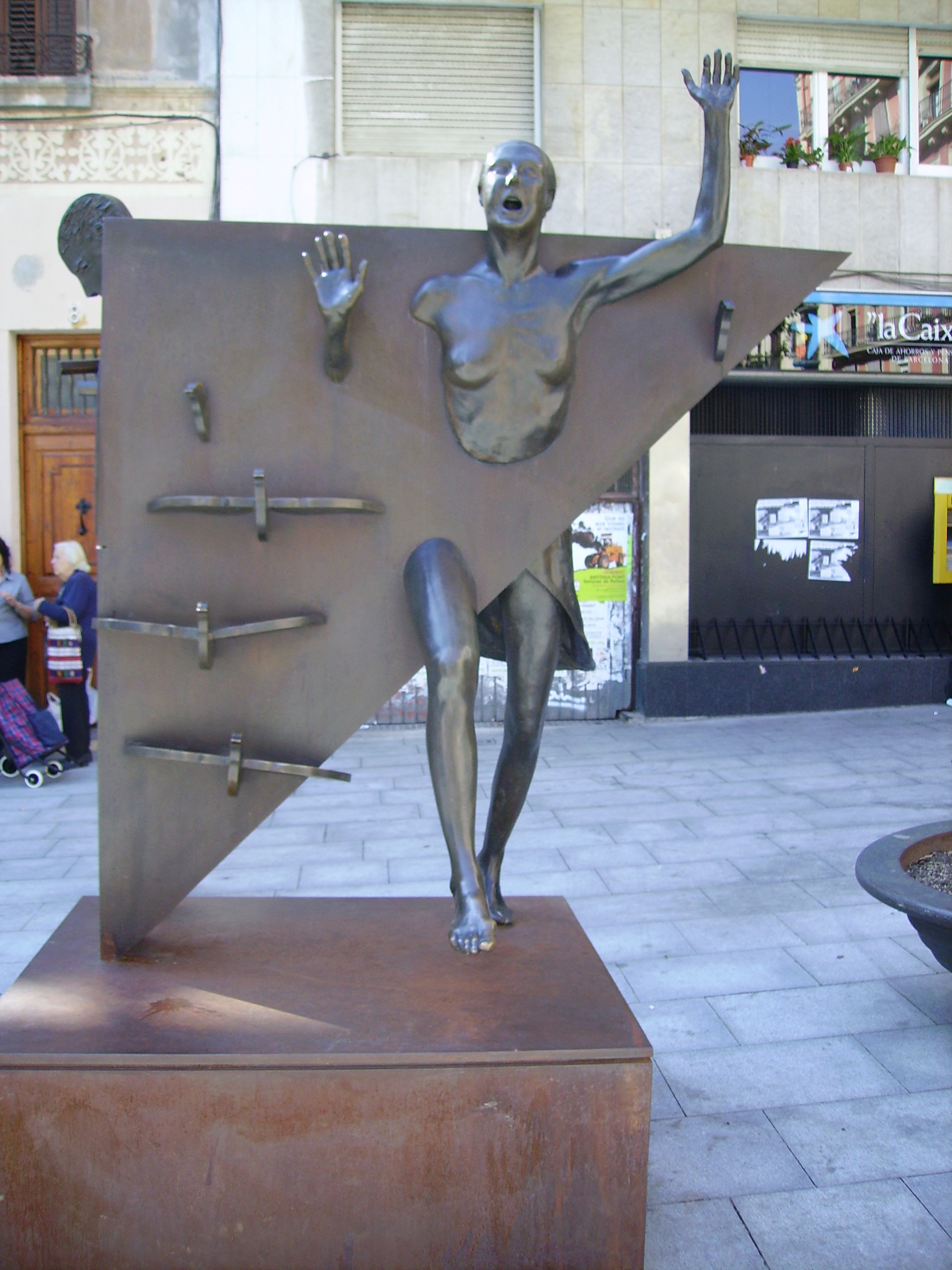
La Colometa, escultura de Xavier Medina-Campeny, Plaça del Diamant (Gràcia)

Xavier Medina Campeny (Barcelona, 1943) és un escultor català. En l'actualitat representa la tercera generació d'escultors en la seva família: És net de l'escultor Josep Campeny i besnet de Damià Campeny. El seu treball es concreta en la realització d'escultures d'un estil personal.  

## Trajectòria artística
Va començar a estudiar arquitectura a Barcelona, però va abandonar els seus estudis per iniciar-se en el món de l'escultura. En aquest període, va ser quan es va dedicar a aquest art, amb una formació autodidàctica. La seva llarga trajectòria artística com a escultor, l'ha portat a treballar amb diverses tècniques i materials. 
Pel que fa a la seva primera exposició, la va realitzar l'any 1964. El cap de deu anys, es va traslladar a Nova York, on va crear la major part de la seva producció artística. El cap d'uns anys, va tornar a Espanya per quedar-s'hi. 

## Estil i obra

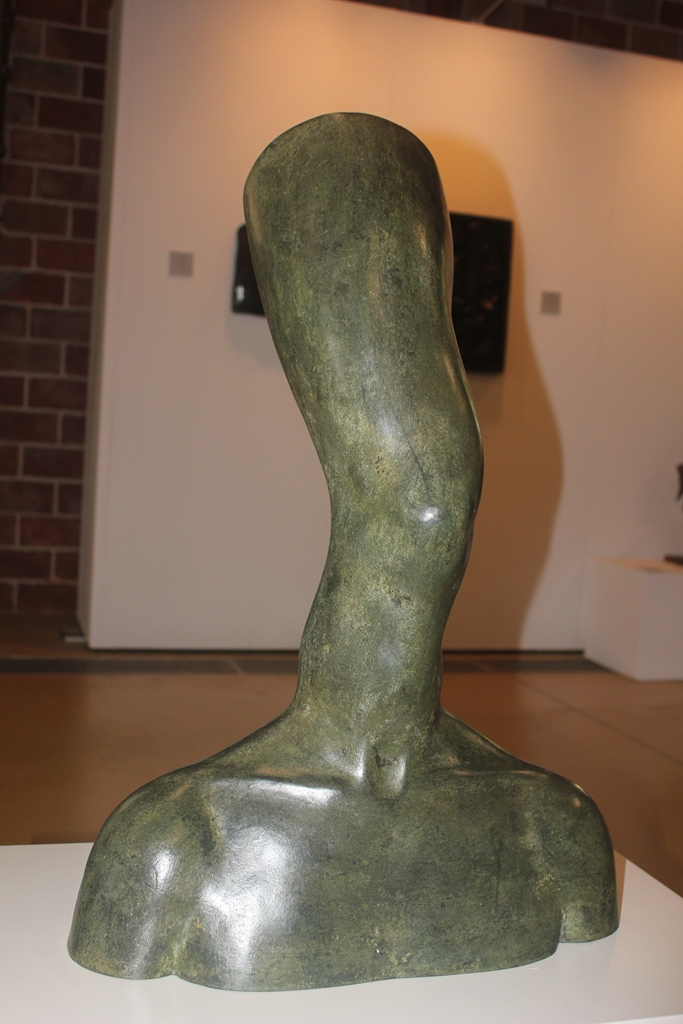
Nefertiti, col·lecció Lluís Bassat

El seu estil està molt relacionat amb les avantguardes, més concretament amb el Dadaisme. També el domini del dibuix l'ha ajudat a relacionar els elements orgànics amb les formes geomètriques.  
Durant els anys 1975 fins al 1989, va desenvolupar un llenguatge plàstic del cos humà, sent una mescla d'allò anatòmic amb la geometria, que ell mateix va anomenar-ho “fragmentacions”. A l'hora de realitzar aquests cossos, Medina esmicola, divideix i geometritza les parts del cos humà per a després tornar-les a unir, per poder destacar algunes parts que les deixa en buit. L'obra Conversació (1979) reflexa i ens explica el contrast entre allò absent i allò present. En canvi, l'obra The mirror a Atlantic Ocean, equilibra la forma amb el fons i treballa el cos sense fragmentar-lo. 
L'obra de Medina es pot relacionar amb les propostes surrealistes. Per exemple, en el conjunt Mimetisme animal es poden veure en els animals actituds humanes amb expressions iròniques. 
Des de 2003 es mostra un canvi en l'estil de l'artista, pel que fa al cos humà, en simplifica les formes i les transforma en allargats cilindres que per ell són “trossos” amb un significat simbòlic.  
Els materials que utilitza per realitzar les seves obres són bronze i ferro, juntament amb altres materials com l'acer inoxidable. 

## Obres importants
Va realitzar diverses obres per homenatjar a personatges que ha estat importants al llarg de la història. Algunes d'aquests, són els homenatges a Antonio Machado (Barcelona 1994), homenatge a Salvador Dalí (Figueres 2004), el de Martin Luther King (Atlanta, 1996), que manté un joc entre la forma i el contingut. 
Per altra banda, trobem el Hemingway, el bust del toro de fusta que estava situat a la cuina del Bulli (Roses, 1990), també la Colometa de la Plaça del Diamant (Gràcia, 1984) fent homenatge a l'escriptora Mercè Rodoreda, i també la Venus de bronze (Brooklyn 1971) 

## Exposicions
Les obres de Medina i Campeny s'han exposat tant a Europa com a Amèrica, on té diverses obres en museus i institucions importants. 
- Museu Nacional d'art Reina Sofia de Madrid.
- MACBA de Barcelona
- Fundació Pagani de Legnano d'Itàlia
- Everson Museum de Syracuse (EUA)

- El Jimmy Carter Library & Museum de Atlanta de Georgia (EUA)
- La Bears Foundation de Nova York (EUA)
- El north Carolina Museum of art (EUA)
- Mas del Vent, Palamós, 2017.[8][9]